# Piper huilanum
Piper huilanum är en pepparväxtart som beskrevs av C. Dc.. Piper huilanum ingår i släktet Piper och familjen pepparväxter. Inga underarter finns listade i Catalogue of Life.